# Ziziphus abyssinica
Ziziphus abyssinica är en brakvedsväxtart som beskrevs av Ferdinand von Hochstetter och Achille Richard. Ziziphus abyssinica ingår i släktet Ziziphus och familjen brakvedsväxter. Inga underarter finns listade i Catalogue of Life.